# Sahuaripa
Sahuaripa es una ciudad del Estado de Sonora ubicado el este del mismo y a 207 km de su capital. la ciudad, fundada en 1643, contaba en 2009 con una población de 5764 habitantes.
En este pueblo vivió el gran “Sisibutari”, jefe máximo de la etnia ópata; en 1619 él mismo pidió a los jesuitas que bautizaran a su pueblo con el nombre de Sahuaripa, que significa “hormiga amarilla”; en 1627 se fundó como la "Misión de Santa María de los Ángeles de Sahuaripa".

## Clima
Sahuaripa cuenta con un clima muy cálido, con una temperatura media máxima mensual de 32.9 °C y una temperatura media mínima mensual de 13.5 °C; su temperatura media anual es de 23.2 °C. La época de lluvias es en verano, con una precipitación media anual de 567.1 milímetros.
| Parámetros climáticos promedio de Sahuaripa, Sonora (1951-2010)                  | Parámetros climáticos promedio de Sahuaripa, Sonora (1951-2010) | Parámetros climáticos promedio de Sahuaripa, Sonora (1951-2010) | Parámetros climáticos promedio de Sahuaripa, Sonora (1951-2010) | Parámetros climáticos promedio de Sahuaripa, Sonora (1951-2010) | Parámetros climáticos promedio de Sahuaripa, Sonora (1951-2010) | Parámetros climáticos promedio de Sahuaripa, Sonora (1951-2010) | Parámetros climáticos promedio de Sahuaripa, Sonora (1951-2010) | Parámetros climáticos promedio de Sahuaripa, Sonora (1951-2010) | Parámetros climáticos promedio de Sahuaripa, Sonora (1951-2010) | Parámetros climáticos promedio de Sahuaripa, Sonora (1951-2010) | Parámetros climáticos promedio de Sahuaripa, Sonora (1951-2010) | Parámetros climáticos promedio de Sahuaripa, Sonora (1951-2010) | Parámetros climáticos promedio de Sahuaripa, Sonora (1951-2010) |
| Mes                                                                              | Ene.                                                            | Feb.                                                            | Mar.                                                            | Abr.                                                            | May.                                                            | Jun.                                                            | Jul.                                                            | Ago.                                                            | Sep.                                                            | Oct.                                                            | Nov.                                                            | Dic.                                                            | Anual                                                           |
| -------------------------------------------------------------------------------- | --------------------------------------------------------------- | --------------------------------------------------------------- | --------------------------------------------------------------- | --------------------------------------------------------------- | --------------------------------------------------------------- | --------------------------------------------------------------- | --------------------------------------------------------------- | --------------------------------------------------------------- | --------------------------------------------------------------- | --------------------------------------------------------------- | --------------------------------------------------------------- | --------------------------------------------------------------- | --------------------------------------------------------------- |
| Temp. máx. abs. (°C)                                                             | 36.0                                                            | 41.0                                                            | 42.0                                                            | 44.0                                                            | 48.0                                                            | 49.5                                                            | 48.0                                                            | 47.0                                                            | 48.5                                                            | 48.0                                                            | 47.5                                                            | 40.0                                                            | 49.5                                                            |
| Temp. máx. media (°C)                                                            | 23.5                                                            | 26.1                                                            | 29.3                                                            | 33.7                                                            | 37.9                                                            | 41.8                                                            | 39.3                                                            | 38.0                                                            | 38.1                                                            | 34.8                                                            | 28.6                                                            | 23.6                                                            | 32.9                                                            |
| Temp. media (°C)                                                                 | 13.6                                                            | 15.7                                                            | 18.6                                                            | 22.5                                                            | 27.0                                                            | 32.2                                                            | 31.7                                                            | 30.7                                                            | 29.8                                                            | 24.9                                                            | 18.2                                                            | 13.6                                                            | 23.2                                                            |
| Temp. mín. media (°C)                                                            | 3.7                                                             | 5.4                                                             | 7.9                                                             | 11.4                                                            | 16.0                                                            | 22.6                                                            | 24.1                                                            | 23.3                                                            | 21.4                                                            | 15.0                                                            | 7.8                                                             | 3.7                                                             | 13.5                                                            |
| Temp. mín. abs. (°C)                                                             | -6.0                                                            | -4.0                                                            | -3.0                                                            | 0.0                                                             | 4.0                                                             | 8.5                                                             | 12.0                                                            | 17.0                                                            | 10.0                                                            | -2.0                                                            | -4.0                                                            | -8.0                                                            | -8.0                                                            |
| Precipitación total (mm)                                                         | 31.5                                                            | 24.3                                                            | 11.9                                                            | 6.8                                                             | 6.7                                                             | 43.6                                                            | 159.3                                                           | 137.9                                                           | 59.0                                                            | 27.0                                                            | 23.1                                                            | 36.0                                                            | 567.1                                                           |
| Días de precipitaciones (≥ 0.1 mm)                                               | 2.9                                                             | 2.2                                                             | 1.4                                                             | 0.7                                                             | 0.7                                                             | 3.6                                                             | 12.7                                                            | 11.0                                                            | 4.9                                                             | 2.3                                                             | 1.8                                                             | 3.0                                                             | 47.2                                                            |
| Fuente: Servicio Meteorológico Nacional. Actualizado el 13 de diciembre de 2016. |                                                                 |                                                                 |                                                                 |                                                                 |                                                                 |                                                                 |                                                                 |                                                                 |                                                                 |                                                                 |                                                                 |                                                                 |                                                                 |

## Atractivos turísticos
Sahuaripa cuenta con una variedad de sitios de interés que reflejan su riqueza cultural, natural y religiosa. Desde espacios llenos de historia hasta paisajes que invitan a la relajación, el municipio ofrece experiencias únicas para quienes buscan conocer más sobre este rincón de Sonora. A continuación, se destacan algunos de sus principales atractivos.
1. Iglesia de Nuestra Señora de Guadalupe  Este templo es uno de los principales referentes religiosos de Sahuaripa y un símbolo de la devoción de su comunidad. Su importancia destaca especialmente durante las festividades en honor a la Virgen de Guadalupe, que inician el 12 de diciembre con procesiones, rezos y celebraciones tradicionales.
2. Río Sahuaripa  Este río es uno de los atractivos naturales más destacados del municipio. Sus aguas y los paisajes que lo rodean son ideales para actividades recreativas como pesca, caminatas y días de campo, atrayendo a residentes y visitantes que buscan disfrutar de la naturaleza.
3. Fiestas de la Virgen de Guadalupe  Celebradas anualmente a partir del 12 de diciembre, estas festividades son el evento cultural y religioso más importante de Sahuaripa. Las actividades incluyen procesiones, música tradicional, danzas folclóricas y una muestra de la gastronomía local, consolidando el sentido de identidad y tradición de la comunidad.
4. La Aljibar  Este espacio natural es conocido por su tranquilidad y belleza escénica. Es un lugar popular para convivir al aire libre, realizar caminatas o simplemente disfrutar de un momento de relajación en contacto con la naturaleza.
5. Plaza Principal de Sahuaripa  La Plaza Principal es el corazón del municipio y un punto de encuentro para la comunidad. Este espacio ofrece áreas verdes y bancas para disfrutar de la tranquilidad, además de ser el lugar donde se realizan eventos culturales y sociales.